# Profeterna vid Evighetsfjorden
Profeterna vid Evighetsfjorden (danska: Profeterne i Evighedsfjorden) är en roman från 2012 av den dansk-norske författaren Kim Leine. Den utspelar sig mellan 1785 och 1815 och handlar om en norrman som efter studier i Köpenhamn reser till Grönland som missionär, och där blir tvungen att konfrontera sina egna upplysningsideal. Boken fick De Gyldne Laurbær och Nordiska rådets litteraturpris.

## Mottagande
I Dagbladet Information kallade Erik Skyum-Nielsen romanen för ett mästerverk. Skyum-Nielsen skrev: "Att Kim Leine utöver den sympatiska inlevelsen också har en klar agenda märker man redan i romanens inledning, där Morten Falck anländer till Köpenhamn från Norge, och där en i detta skede tillsynes ännu allvetande berättare fastslår att Danmarks huvudstad genom århundraden har varit härjad, inte bara av epidemier och eldsvådor, men också av 'en räcka fördruckna, vanvettiga, inavlade och odugliga regenter'."